# Église Saint-Lubin de Couvrelles
Pour les articles homonymes, voir Église Saint-Lubin.
L'église Saint-Lubin est une église située à Couvrelles, en France.

## Localisation
L'église est située sur la commune de Couvrelles, dans le département de l'Aisne.

## Historique
Le monument est classé au titre des monuments historiques en 1922.